# Министерство здравоохранения Приднестровской Молдавской Республики
Министерство здравоохранения Приднестровской Молдавской Республики — является государственным органом исполнительной власти, осуществляющим функции по выработке государственной политики, нормативно-правовому регулированию и контролю в сфере здравоохранения, социального обеспечения.

## История
Министерство здравоохранения Приднестровской Молдавской Республики образовано на базе Отдела здравоохранения Тираспольского городского Совета народных депутатов.
В связи с образованием Приднестровской Молдавской Республики и созданием структур управления Отдел здравоохранения, Постановлением Верховного Совета от 5 марта 1991 года, был преобразован в Управление здравоохранения и спорта.
Управление функционировало до 1 июля 1992 года, затем реорганизовано в Управление здравоохранения.
В подчинение Управления здравоохранения перешли все медицинские учреждения города, которым был определен статус Республиканских, а также некоторые медицинские учреждения районов и городов Бендеры и Рыбница.
8 сентября 1992 года на базе Управления здравоохранения было создано Министерство здравоохранения Приднестровской Молдавской Республики.
В соответствии с Указом Президента Приднестровской Молдавской Республики от 25 июля 2000 года в связи с формированием Правительства Приднестровской Молдавской Республики и реорганизацией структуры управления в системе исполнительной власти, Министерство здравоохранения ПМР было реорганизовано в Министерство здравоохранения и социальной защиты ПМР. В связи с тем, что Комитет по труду и социальной защите был ликвидирован, разделен по направлениям деятельности и передан в соответствующие Министерства, вопросы социальной помощи и государственной политики в сфере пенсионного обеспечения были переданы Министерству здравоохранения. В связи с этим, Министерство здравоохранения реорганизовано в Министерство здравоохранения и социальной защиты Приднестровской Молдавской Республики.

## Структура Министерства
- Руководство[5].
- Главное управление организации медицинской помощи:
  - Управление организации и развития медицинской помощи:
    - отдел медицинской помощи;
    - отдел лекарственного обеспечения;
    - отдел статистического учёта и отчётности;

  - Управление высокотехнологичной медицинской помощи.
- Главное управление планирования, финансирования и аналитического учёта:
  - Планово-экономическое управление;
  - Управление бухгалтерского учёта и отчётности:
    - отдел бухгалтерского учёта и отчётности по финансированию подведомственных учреждений;
    - отдел бухгалтерского учёта и отчётности аппарата Министерства;

  - Управление аналитического учёта.
- Главное управление нормативно-правового и документационного обеспечения:
  - Управление правовой и кадровой политики;
  - Управление делами.
- Управление контроля и ревизий в сфере здравоохранения.
- Государственные организации, подведомственные Министерству здравоохранения Приднестровской Молдавской Республики:
  - ГУ «Республиканская клиническая больница»;
  - ГУ «Слободзейская центральная районная больница»;
  - ГУ «Бендерская центральная городская больница»;
  - ГУ «Григориопольская центральная районная больница»;
  - ГУЗ «Днестровская городская больница»;
  - ГУ «Каменская центральная районная больница»;
  - ГУ «Рыбницкая центральная районная больница»;
  - ГУ «Дубоссарская центральная районная больница»;
  - ГУ «Тираспольский клинический центр амбулаторно-поликлинической помощи»;
  - ГУ «Бендерский центр амбулаторно-поликлинической помощи»;
  - ГУ «Республиканский центр матери и ребёнка»;
  - ГУ «Бендерский центр матери и ребёнка»;
  - ГУ «Республиканский госпиталь инвалидов Великой Отечественной войны»;
  - ГУ «Республиканский кожно-венерологический диспансер»;
  - ГУ «Республиканская туберкулёзная больница»;
  - ГУ «Республиканская психиатрическая больница» с.Выхватинцы Рыбницкого района»;
  - ГУ «Центр по профилактике и борьбе со СПИД и инфекционными заболеваниями»;
  - ГУ «Республиканский центр крови»;
  - ГУ «Республиканский центр скорой медицинской помощи»;
  - ГУ «Региональная станция скорой медицинской помощи г.Бендеры»;
  - ГУЗ «Республиканская стоматологическая поликлиника»;
  - ГУ «Тираспольская городская стоматологическая поликлиника»;
  - ГУЗ «Бендерская стоматологическая поликлиника»;
  - ГУЗ «Днестровская районная стоматологическая поликлиника»;
  - ГУЗ «Дубоссарская районная стоматологическая поликлиника»;
  - ГУЗ «Григориопольская районная стоматологическая поликлиника»;
  - ГУ «Рыбницкая районная стоматологическая поликлиника»;
  - ГУ «Республиканский центр гигиены и эпидемиологии»;
    - ГУЗ «Бендерский центр гигиены и эпидемиологии»;
    - ГУ «Каменский центр гигиены и эпидемиологии»;
    - ГУ «Дубоссарский центр гигиены и эпидемиологии»;
    - ГУ «Григориопольский центр гигиены и эпидемиологии»;
    - ГУ «Рыбницкий центр гигиены и эпидемиологии»;
    - ГУ «Слободзейский центр гигиены и эпидемиологии»;
    - ГОУ «Тираспольский медицинский колледж им. Л.А. Тарасевича»;
    - ГОУ «Бендерский медицинский колледж»;
    - ГУ «Рыбницкий лечебно-диагностический реабилитационный центр»;
    - ГУ «Республиканский консилиум врачебной экспертизы жизнеспособности»;
    - ГУ «Республиканское бюро судебно-медицинских экспертиз»;
    - ГУП «Республиканский центр профилактической дезинфекции»;
    - ГУП «Оздоровительный комплекс «Днестровские зори»;
    - ГУП «Центр технического обеспечения»;
    - ГУП «ЛекФарм»;
    - ГУП «Григориопольское аптечное управление»;
    - ГУП «Дубоссарское аптечное управление»;
    - ГУП «Слободзейское аптечное управление».

## Медицинские учебные заведения
- Тираспольский медицинский колледж им. Л. А. Тарасевича
- Бендерский  медицинский колледж
- Медицинский факультет Приднестровского государственного университета им. Т. Г. Шевченко[6]

## Руководство

### Министры
| №     | Фото | Ф. И. О.                       | Дата назначения  | Дата освобождения | Примечания |
| ----- | ---- | ------------------------------ | ---------------- | ----------------- | --- |
| 1     |      | Семко, Александр Фёдорович     | 23 июня 1995     | 7 февраля 2000    | до 23 июня 1995 — начальник Управления здравоохранения                                                                    |
| 2     |      | Ткаченко, Иван Валерьевич      | 7 февраля 2000   | 30 декабря 2011   | |
| и. о. |      | Федотова, Светлана Пантелеевна | 30 декабря 2011  | 11 января 2012    | Указ президента ПМР № 8 о назначении временно исполняющим обязанности министра                                            |
| 3     |      | Гуменный, Василий Филиппович   | 11 января 2012   | 24 сентября 2013  | Указ президента ПМР № 42 о назначении руководителей органов государственной власти                                        |
| и. о. |      | Скрыпник, Татьяна Сергеевна    | 24 сентября 2013 | 22 октября 2013   | Распоряжение № 493рп «О временном возложении обязанностей министра здравоохранения Приднестровской Молдавской Республики» |
| 4     |      | Скрыпник, Татьяна Сергеевна    | 22 октября 2013  | 21 декабря 2016   | Указ Президента ПМР № 508 «О некоторых кадровых назначениях»                                                              |
| 5     |      | Гуранда, Андрей Иванович       | 21 декабря 2016  | 4 марта 2019      | Указ Президента ПМР №24 «О некоторых кадровых назначениях»                                                                |
| и. о. |      | Бочарова, Ольга Николаевна     | 4 марта 2019     | 19 марта 2019     | |
| 6     |      | Цуркан, Алексей Алексеевич     | 19 марта 2019    | 31 марта 2020     | |
| и. о. |      | Куличенко, Елена Николаевна    | 31 марта 2020    | 19 мая 2020       | |
| и. о. |      | Албул Кристина Валерьевна      | 19 мая 2020      | 17 июля 2020      | |
| 7     |      | Албул Кристина Валерьевна      | 17 июля 2020     |                   | [ 12 ] |